# Jack Green (atleta)
Jack Green (Reino Unido, 6 de octubre de 1991) es un atleta británico, especialista en la prueba de 4x400 m en la que llegó a ser medallista de bronce europeo en 2016.

## Carrera deportiva
En el Campeonato Europeo de Atletismo de 2016 ganó la medalla de bronce en los relevos de 4x400 metros, con un tiempo de 3:01.44 segundos, llegando a meta tras Bélgica (oro) y Polonia (plata), siendo sus compañeros de equipo: Rabah Yousif, Delano Williams y Matthew Hudson-Smith.